# Mogurnda
Die Gattung Mogurnda beherbergt rund zwei Dutzend Süßwasser-Grundelarten aus der Familie der Schläfergrundeln. Sie kommen nur in Australien und Neuguinea vor. Der Gattungsname Mogurnda kommt von der Bezeichnung für den Fisch, den einige Aborigines im Northern Territory verwenden.

## Merkmale
Typisch für Schläfergrundeln haben auch die Arten aus der Gattung Mogurnda einen langgestreckten Körper mit zylindrischem Querschnitt. Die Körperlänge beträgt etwa 8 bis 14 cm, bezogen auf die Körpergröße weisen diese Grundeln ein normal dimensioniertes Maul auf. Von anderen Grundelgattungen lässt sich Mogurnda leicht durch rote Punkte auf den bläulichen Körperlängsseiten unterscheiden, oft in Verbindung mit einer Reihe von fünf bis zehn hellen bzw. gelblichen kurzen vertikalen Streifen. Die Flossen sind am Flossenansatz meist ebenfalls rot gepunktet mit einem äußeren gelblichen Band. Männchen und Weibchen unterscheiden sich wenig. Männchen haben meist geringfügig längere und größere Rücken- und After-Flossen. Sie können mehr rote Punkte und einen gedrungeneren Kopf aufweisen. Ebenso sind die verschiedenen Arten innerhalb der Gattung farblich schwer auseinanderzuhalten.

## Vorkommen
Die Gattung kommt im Süßwasser in Nord-, Ost- und Zentral-Australien sowie in Neuguinea, mit Ausnahme der Vogelkop-Halbinsel im äußersten Westen, vor. Die Verbreitungsgebiete der 6 australischen Arten scheinen sich nicht zu überlappen. Während Mogurnda adspersa und Mogurnda mogurnda jeweils ein großes Verbreitungsgebiet im Norden (sowie auch im Süden Neuguineas) bzw. Osten Australiens aufweisen, kommen die anderen 4 australischen Arten (Mogurnda clivicola, M. larapintae, M. oligolepis und M. thermophila) nur sehr lokal begrenzt, meist im Inneren des Kontinents vor und sind deshalb gefährdet.
Von den 20 beschriebenen Arten aus Neuguinea haben einige ebenfalls ein großes Verbreitungsgebiet, während andere nur lokal vorkommen, wie die 7 Arten aus dem Lake Kutubu.

## Habitat
Diese Schläfergrundeln kommen in verschiedenen Süßwasserhabitaten wie Flüssen, Bächen, Billabongs oder Seen vor. Meist findet man diese Lauerjäger in langsam fließenden, ruhigen Gewässerabschnitten im Schutze von Unterwasservegetation oder Wurzeln. In schneller fließenden Gewässern halten sie sich zwischen größeren Steinen auf, die neben dem Schutz vor Räubern auch Schutz vor der Strömung bieten und als Laichplatz genutzt werden. Jungfische halten sich oft in sehr flachem Wasser in Ufernähe auf, während ausgewachsene Fische meist in Wassertiefen von einem halben bis einem Meter angetroffen werden.

## Fortpflanzung
Erkenntnisse zur Fortpflanzung liegen überwiegend aus Aquarienbeobachtungen vor. Die Fortpflanzung erfolgt leicht bei einer guten Fütterung und Temperaturen über 20 °C. Die Weibchen legen einige Hundert bis über Tausend Eier auf oder unter ein hartes Substrat, wo sie vom Männchen befruchtet werden. Das Männchen bewacht das Gelege bis zum Schlupf und befächert es mit den Brustflossen. Nach einer bis anderthalb Wochen schlüpfen die Larven. Mit etwa 5 cm Körperlänge werden die Fische geschlechtsreif.

## Systematik

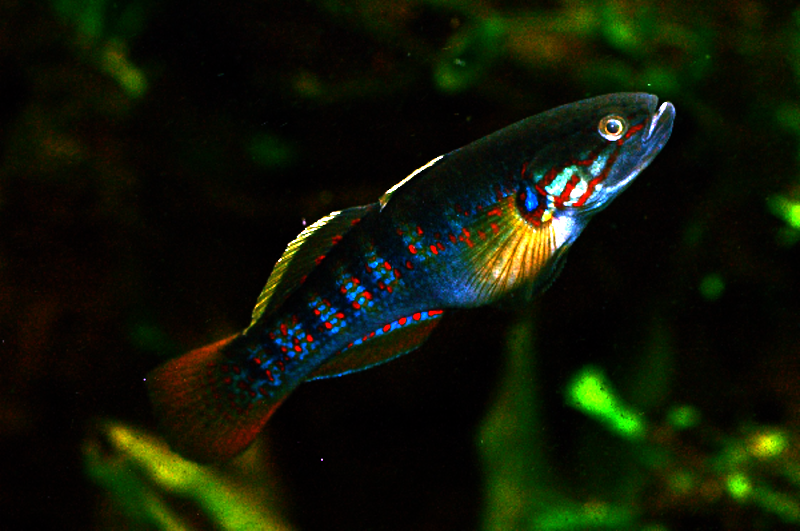
Mogurnda mogurnda

Während die beiden weit verbreiteten australischen Arten schon Ende des 19. Jahrhunderts wissenschaftlich beschrieben worden sind, erfolgten die meisten Artbeschreibungen (vom Ichthyologen Gerald Allen) erst ab den 1980er Jahren.
- Violettgepunktete Schläfergrundel (Mogurnda adspersa) (Castelnau, 1878)
- Mogurnda aiwasoensis Allen & Renyaan, 1996
- Mogurnda arguni Allen & Hadiaty, 2014
- Mogurnda aurifodinae Whitley, 1938
- Mogurnda cingulata Allen & Hoese, 1991
- Mogurnda clivicola Allen & Jenkins, 1999
- Mogurnda furva Allen & Hoese, 1986
- Mogurnda kaifayama Allen & Jenkins, 1999
- Mogurnda kaimana Allen & Hadiaty, 2014
- Mogurnda kutubuensis Allen & Hoese, 1986
- Mogurnda larapintae (Zietz, 1896)
- Mogurnda lineata Allen & Hoese, 1991
- Mogurnda maccuneae Jenkins, Buston & Allen, 2000
- Mogurnda magna Allen & Renyaan, 1996
- Mogurnda malsmithi Allen & Jebb, 1993
- Mogurnda mbuta Allen & Jenkins, 1999
- Mogurnda mogurnda (Richardson, 1844)
- Mogurnda mosa Jenkins, Buston & Allen, 2000
- Mogurnda oligolepis Allen & Jenkins, 1999
- Mogurnda orientalis Allen & Hoese, 1991
- Mogurnda pardalis Allen & Renyaan, 1996
- Mogurnda pulchra Horsthemke & Staeck, 1990
- Mogurnda spilota Allen & Hoese, 1986
- Mogurnda thermophila Allen & Jenkins, 1999
- Mogurnda variegata Nichols, 1951
- Mogurnda vitta Allen & Hoese, 1986
- Mogurnda wapoga Allen, Jenkins & Renyaan, 1999